# Agregado militar
Agregado militar o agregado de defensa es un rango asignado a una persona en una embajada o misión diplomática, bajo la autoridad del embajador, especializado en la materia militar. En general es desempeñado por un oficial de las fuerzas armadas ya sea ejército, marina o fuerza aérea, que puede cumplir todas o algunas de las funciones combinadas de agregado militar, agregado naval, agregado aeronáutico e incluso agregado policial. Es conocido también con la palabra francesa attaché.

## Las fuerzas armadas y la diplomacia
En ninguna nación las autoridades políticas pueden llegar a un compromiso con sus fuerzas armadas para fijar los fines y los medios de su política exterior, ya que si bien el fin último de ambos es el interés nacional, divergen en cuanto a sus objetivos inmediatos, en los medios a emplear y en su forma de pensar. El medio de las fuerzas armadas es la guerra, su objetivo inmediato es la destrucción del enemigo, y su forma de pensar se basa en concentrarse en términos absolutos en la tarea que están llevando a cabo.
Por el contrario, el objetivo de la política exterior es relativo y condicional: torcer, sin romper, la voluntad del otro tanto como sea necesario para salvaguardar los intereses vitales de uno sin dañar (o hacerlo en la menor medida posible) los del otro. Sus medios no residen en destruir los obstáculos que se presentan, sino más bien en rodearlos, ablandarlos, disolverlos mediante la disuasión, presión y persuasión. Su forma de pensar es flexible, sutil, ve los hechos del presente como un momento en la historia y por ello tiene siempre en mente el futuro.
Para las naciones conscientes de las potencialidades de las armas modernas, la paz debe ser una meta en sus relaciones exteriores. Las fuerzas armadas, en cambio, reciben adiestramiento para exactamente lo contrario, esto es para la guerra. Se concluye, por tanto, que las fuerzas armadas deben ser un instrumento de la política exterior, no sus conductores.

## Origen y desarrollo de las agregadurías militares
Ya Maquiavelo aconsejaba al Príncipe que cuando viajara se hiciera acompañar también por militares que pudieran recoger información sobre los ejércitos de los lugares que visitaba. Napoleón Bonaparte, que era un profundo conocedor de la obra de Maquiavelo, valoraba la importancia de la información militar y a menudo envió generales como embajadores. En 1806 dio un paso más y al designar a un militar como segundo secretario de embajada en Viena, inició en esa forma lo que luego se convertiría en las agregadurías militares. Paulatinamente las funciones de estos oficiales ya no tuvieron objetivos puntuales, sino que se consideró su cometido con largo alcance.
Austria siguió el mismo camino en 1809 y Prusia en 1830. 
En Gran Bretaña la designación de agregados militares comenzó tardíamente en 1855 con el objeto de coordinar las acciones con las naciones aliadas en la guerra de Crimea que se estaba desarrollando, pero al finalizar la misma se los mantuvo con funciones que eran ya permanentes.
El propósito de los Estados Unidos al designar, a partir de 1889, estos agregados militares fue para recoger información militar y establecer contacto con naciones que estaban tecnológicamente más avanzadas. El interés por estos agregados fue tan intenso que cuando estalló en 1914 la Primera Guerra Mundial era, junto con Rusia, la nación que tenía agregados militares en mayor número de países.

## Integración de la agregaduría
En EUA existe la función de Senior Defense Attaché (Agregado de Defensa mayor) que cumple la función de supervisar y coordinar el trabajo de los otros agregados militares.
Las embajadas de Venezuela en Estados Unidos de América, Barbados, Brasil, Bolivia, Colombia, Ecuador, España, Guyana, Nicaragua, República Dominicana, Rusia, Trinidad y Tobago cuentan con la agregaduría de defensa, donde un oficial general coordina la misión militar de la embajada formada por los agregados militar, naval, aéreo y guardia nacional.
En el extremo contrario, el hecho de que una nación acredite un único oficial como agregado de defensa, en una determinada embajada, en vez de tres o cuatro oficiales distintos como agregados militar, naval y aéreo, obedece tanto a restricciones presupuestarias como a la importancia o necesidad de contar con varios agregados o no en determinados países.
El Reino de España también considera la figura del agregado de defensa como cabeza de la misión militar de la embajada y los otros agregados militares que hubiere quedan subordinados a este funcionario.

Al igual que los embajadores, un agregado de defensa puede residir en un país y ser concurrente para otros países cercanos al país de residencia.

## Funciones

### Funciones diplomáticas
Es el consejero del embajador en materia de defensa, está encargado de la representación militar de la nación que representa en su país de acreditación y de la promoción y animación de las relaciones militares bilaterales, las cuales giran en torno a 3 ejes:
- La cooperación militar
- La cooperación en materia de armamento
- El diálogo estratégico.

### Funciones de inteligencia
En Estados Unidos los Agregados de defensa cumplen funciones de inteligencia y están bajo la autoridad de la Agencia de Inteligencia de la Defensa. La actividad de los agregados militares está regulada en la Convención de Viena de 1961, donde específicamente se menciona que los agregados militares deben obtener información de interés por medios lícitos.

## Incremento de la importancia de las agregadurías militares de Estados Unidos en las dos últimas décadas delsigloXX
Con el incremento en la variedad de temas en agenda y en el número de agentes internacionales que se ha producido en la etapa posterior al fin de la Guerra Fría, si bien se mantienen las principales cualidades que tradicionalmente necesitan los diplomáticos, se modifican algunas de las habilidades requeridas a los mismos.
La función de los agregados militares de los Estados Unidos experimentó un cambio desde fines de la década del '80. Tradicionalmente debían observar las condiciones y desarrollos militares del país huésped, asesorar al embajador y representar al Departamento de Defensa. En general realizaban tareas protocolares menores, explicaban cuestiones militares a los funcionarios civiles y cuestiones políticas a los oficiales militares. Muchos, si bien no todos, llegaban a convertirse en expertos conocedores de las fuerzas militares y de las preocupaciones en materia de seguridad nacional del país huésped.
El ámbito de las funciones se fue ampliando: desde los programas de asistencia en seguridad, pasando por los cursos de entrenamiento militar hasta ventas de equipo militar. Con la operación Tormenta del Desierto, el fin de la Guerra Fría y la ampliación del involucramiento de los Estados Unidos en el mundo, las tareas se incrementaron todavía más. Se observó que en la acción de protección a Arabia Saudita ante la amenaza iraquí, en la ayuda a las nuevas naciones que se formaron al disolverse la Unión Soviética, era aceptada la colaboración de los agregados militares estadounidenses. Más tarde, en ocasión de las misiones humanitarias en la región del Sub-Sahara los agregados probaron ser útiles para los comandantes en jefe de tales misiones.
Las secciones militares de las embajadas varían en número de integrantes según el país huésped de que se trate, pero se observa que en el lapso indicado han pasado a estar entre los principales asesores, ya que en muchos casos actúan como número dos en la embajada e incluso como Jefe de Misión en ausencia del embajador. Años atrás el comandante en jefe se manejaba exclusivamente con el cuerpo diplomático cuando surgían preguntas sobre un país y luego pasó en muchos casos a entenderse directamente con los agregados militares. El alza de la diplomacia militar significa hoy día que el agregado militar tiene más importancia que la que nunca ha tenido respecto de los intereses de Estados Unidos en el extranjero.
Al ampliarse las funciones de los agregados militares estadounidenses a partir del fin de la Guerra Fría, se han agregado nuevos desafíos al tener que crearse embajadas en países que se incorporan al mundo. El agregado es un híbrido entre militar y diplomático que en muchas oportunidades se ha probado valioso como, por ejemplo, en el aporte de informaciones en el período anterior a la Segunda Guerra Mundial, y señala la necesidad de que se designen agregados que se encuentren preparados para su tarea y tengan los conocimientos necesarios relativos al idioma, historia, cultura, etc. del país huésped.

## Representantes Militares o MILREPs
Una función muy distinta a la de una agregaduría militar es de la representación militar permanente ante una organización internacional. Los militares que trabajan en dichas representaciones se limitan a representar a su Estado ante dicha organización, sin tener contacto con las autoridades del Estado de acogida.
A veces, además de tener una representación militar permanente ante la sede de la organización internacional, existen representantes ante los mandos inferiores de la organización que se encuentran en países o ciudades distintos a los de la sede de la organización. Así, por ejemplo, el Reino de España tiene una representación militar permanente ante la OTAN en Bruselas, pero además hay un representante militar en SHAPE, en Mons, mando que pertenece a la OTAN.

## Conclusiones
La diplomacia militar es uno de los instrumentos que tienen disponibles las naciones para la ejecución de su política exterior. La extensión, organización y alcances de los mismos dependerán de las circunstancias de cada país. Se ha reconocido que tanto el intercambio de conocimientos entre países como las relaciones personales entre funcionarios de los mismos son en general un factor favorable en las relaciones internacionales e incluso que en ocasiones en la génesis de ciertos conflictos armados ha existido una ausencia o distorsión de información sobre el otro país.
Cabe advertir, en embargo, algunas prevenciones respecto de los agregados militares. En primer lugar, que si bien la labor de recoger información militar sobre el país huésped se ha mantenido a lo largo del tiempo, en ocasiones se traspasa la delgada línea que separa esa tarea del mero espionaje, ocasionando conflictos diplomáticos. Por otra parte, también se ha observado que a veces se ha intentado utilizar las relaciones de los diplomáticos militares con sus contrapartes para realizar una intervención en los asuntos internos del otro país. Al respecto existen sospechas fundadas de que en algunos regímenes derivados de golpes militares hubo influencia de Estados Unidos sobre los participantes de los mismos a través de sus diplomáticos militares. La conclusión en definitiva es que, al igual que muchos otros instrumentos, no son buenos ni malos en sí mismos, sino conforme el uso que se haga de ellos.